# Heidenburg (Ippingen)
Die Heidenburg ist eine Wallanlage (Spornburg) auf einem 892 m ü. NN hohen Bergsporn rund zwei Kilometer ostsüdöstlich des Ortsteils Ippingen der Gemeinde Immendingen im Landkreis Tuttlingen in Baden-Württemberg.
Von der Wallanlage, die mit einem Abschnittswall ein Areal von etwa 1,55 Hektar Flächeninhalt abriegelt, sind der gut 170 Meter lange Abschnittswall mit einer Breite von 12 Metern und einer Höhe von vier bis sechs Metern sowie ein vorgesetzter doppelter Graben erhalten.